# Дворац Гомбош
Дворац Гомбош је напуштена вила породице Гомбош. Ову зграду породица Гомбош користила је као летњиковац, а њихова кућа у Бечеју постоји и данас. Осим овог летњиковца и куће у којој је данас Ауто-мото савез Србије, породица Гомбош је оставила иза себе богату збирку књига на пет језика која се делом налази у Народној библиотеци у Бечеју. Дворац Гомбош је удаљен око два километра од чувеног Дворца Фантаст, а око дванаест километра од центра Бечеја.

## Историја и изглед
Верује се да је дворац настао почетком 20. века. Данас је у веома запуштеном стању, окружен бршљаном, и дивљим растињем. Из године у годину, све је теже прићи згради, а лепота ове грађевине се само назире. На главном улазу у дворац налази се трем са четири коринтска стуба. Боја је полако почела да се испира, али се назире окер боја дворца. На врху зграде налази се купола са барокно украшеним прозорима.  У непосредној близини дворца је и фонтана са скулптуром младе жене. Претпоставља се да је ова фонтана била у центру великог зеленог парка. Последњи власник летњиковца био је Деже Гомбош, правник. Он и његова супруга Жужана Гомбош одселили су се за Будимпешту и трајно су напустили Југославију 1944. године. Наследника нису имали, па је дворац постао Дом за стара лица, а након тога простор ПИК-а Бечеј. Тако се и данас могу наћи пропагандни леци Новосадског пољопривредног сајма, као и разбацани регистратори и фасцикле. Последње што су пронашли оснивачи сајта Дворци Србије, јесу календари из 2012. године.